# Días difíciles
Días difíciles és una pel·lícula mexicana estrenada el 7 de juliol de 1988. Dirigida per Alejandro Pelayo, protagonitzada per Alejandro Parodi, Blanca Guerra, Fernando Balzaretti i Luis Manuel Pelayo.

## Argumento
Els germans Edmundo i Ricardo, dos dels principals accionistes de les Industrias Castelar, han tancat diverses de les seves fàbriques per qüestions econòmiques. Excepte les seves rendibles plantes químiques, les quals no obstant això els impliquen problemes amb el govern per la contaminació que produeixen. Edmundo és segrestat i demanen rescat per ell, però Ezequiel, accionista i amic dels Castelar, es nega a negociar. Tot es complica quan diversos nens són afectats per emanacions de les plantes, maten a Edmundo, Ezequiel ataca al govern per la inseguretat que segons ell va provocar la mort de Edmundo. El govern desallotja als habitants de la zona industrial i els diputats obrers són silenciats amb promeses de futures canongies.

## Repartiment
- Alejandro Parodi - Edmundo Castelar
- Blanca Guerra - Luisa Castelar
- Fernando Balzaretti - Ricardo Castelar
- Luis Manuel Pelayo - Ezequiel Rodríguez
- Beatriz Aguirre - Donya Amalia Castelar
- Sofia Olhovich - La nena
- Luisa Fernanda González - Mónica Castelar
- Juan Carlos Colombo - Llic. Ramos

## Premis
Premi Ariel (1988)
| Categoria                  | Persona                                   | Resultat   |
| -------------------------- | ----------------------------------------- | ---------- |
| Millor Director            | Alejandro Pelayo                          | Nominat    |
| Millor Actriu              | Blanca Guerra                             | Guanyadora |
| Millor Actor               | Fernando Balzaretti                       | Nominat    |
| Millor Guió Cinematogràfic | Alejandro Pelayo Víctor Hugo Rascón Banda | Nominats   |
| Millor Argument Original   | Alejandro Pelayo                          | Guanyador  |
| Millor Actor de Quadre     | Luis Manuel Pelayo                        | Nominat    |